# Cantone di Argenteuil-Nord
Il Cantone di Argenteuil-Nord è una divisione amministrativa dell'arrondissement di Argenteuil.
È stato soppresso a seguito della riforma complessiva dei cantoni del 2014, che è entrata in vigore con le elezioni dipartimentali del 2015.
Comprendeva solo parte del comune di Argenteuil.